# 4 Minutes
4 Minutes je singl z alba Hard Candy zpěvačky Madonny, které vyšlo 28. dubna 2008. Původně se měla skladba jmenovat 4 Minutes To Save The World. Píseň pro Madonnu napsali Justin Timberlake a Timbaland, který píseň i produkoval. Singl ihned po svém vydání bodoval po celém světě, v USA se dostal na 3. místo a v Česku se dostal nejvýše na 4. místo.

## Umístění
| Hitparáda      | Umístění |
| -------------- | -------- |
| Česko          | 4        |
| Austrálie      | 1        |
| Rakousko       | 1        |
| Kanada         | 1        |
| Chile          | 1        |
| Nizozemsko     | 1        |
| Evropa         | 1        |
| Francie        | 2        |
| Německo        | 1        |
| Japonsko       | 1        |
| Nový Zéland    | 3        |
| Mexiko         | 3        |
| Polsko         | 1        |
| Velká Británie | 1        |
| USA            | 3        |
| Španělsko      | 1        |
| Svět           | 1        |

## Úryvek textu
We only got four minutes, huh, four minutes
So keep it up keep it up
Don't be afraid (hey!)